# Да Мин люй
Да Мин люй (кит. упр. 大明律, пиньинь Dà Míng Lǜ) («Законы Великой династии Мин») — основной сборник законов, действовавший в Китае в период правления династии Мин (последняя треть XIV — первая половина XVII века), важный этап в развитии средневекового китайского законодательства, включал в основном нормы уголовного права.

## История создания
Согласно сведениям китайских историков, в 1364 году, добившись определённых успехов в борьбе с монгольской династией Юань, будущий император Чжу Юань-чжан, приняв титул У-вана, созвал совещание для подготовки составления законов, подчеркнув необходимость возвращения к практике, существовавшей при династиях Тан и Сун. 3 ноября 1367 года Чжу Юань-чжан назначил комиссию для подготовки законов (люй) и декретов (лин), в которую вошли 20 человек, а возглавил её первый канцлер Ли Шань-чан. 23 декабря 1367 года комиссия представила книгу, включавшую 285 законов и 145 декретов. Если собрание декретов (Да Мин лин) в последующие века правления Мин практически не пересматривалось и сохранилось в близком к первоначальному варианту виде, то текст законов 1367 года не сохранился, хотя известно, что сразу после создания сборник был обнародован, а извлечения из него, касавшиеся повседневной жизни народа, были оформлены в сборник «Законы и декреты с популярными комментариями» (Люй лин чжи цзе) и разосланы по округам и уездам Китая. В первый год своего правления (1368 год) император с помощью конфуцианских сановников систематически знакомился с законами династии Тан (каждый день чиновники толковали ему по 20 статей кодекса).
6 января 1374 года император поручил составление новых законов комиссии под председательством главы Ведомства наказаний Лю Вэй-цяня. Рукопись расклеивалась на стенах крытых галерей дворца для обсуждения её сановниками. Работа была завершена и одобрена Чжу Юань-чжаном во втором месяце (март-апрель) 1374 года, новая редакция законов включала 606 статей, разделенных на 30 глав и 12 разделов:
- 288 «старых законов», то есть 285 статей кодекса 1367 года и 3 недавних дополнения,
- 36 статей, содержавших нормы, взятые из декретов,
- 123 статьи, «отобранные из танских законов для восполнения пробелов»,
- 31 статья «законов, составленных в связи с каким-нибудь делом»,
- 128 статей «дополнительных законов».

Новый сборник был обнародован и введён в действие.
Некоторые уточнения и исправления вносились по инициативе императора и в ближайшие годы. Кроме того, источником права в империи служили гао («рескрипты») императора, собрание которых («Юй чжи да гао»), состоявшее из трех частей, было опубликовано соответственно в 1385, 1386 и 1387 годах, а также ли («дополнительные постановления»), издававшиеся в качестве временной меры для корректировки основных законов. Согласно Н. П. Свистуновой, утверждение ряда авторов (А. А. Бокщанина, Л. А. Боровковой) о том, что «Да гао» играли роль кодекса законов вплоть до 1397 года, неверно, нормы рескриптов лишь в ряде случаев дополняли его.
Существенный пересмотр законов был произведен по приказу императора чиновниками Академии Ханьлинь и Ведомства наказаний и завершен в 8 месяце 22 года Хун-у (август-сентябрь 1389 года), новый вариант включал 460 статей, 7 разделов и 30 глав, тексту предшествовало 10 таблиц. Кодекс был опубликован и введен в действие.
29 мая 1397 года была составлена его новая редакция: Да мин люй гао («Законы Великой [династии] Мин [с добавлениями] из Великих рескриптов», в которую были внесены некоторые положения «Да гао», но нумерация статей была сохранена. Кодекс был снабжен новым предисловием императора и был сразу же напечатан.
Хотя этот текст оставался неизменным всё время существования династии Мин, тем не менее последующие императоры неоднократно принимали дополнительные постановления. Их собрание из 279 дополнительных статей было утверждено эдиктом от 5 марта 1500 года, новый сборник был утвержден 31 января 1551 года и включал 376 статей, редакция 1555 года — 385 статей, сборник 1585 года — 382 статьи (половина из них — акты, опубликованные после 1555 года).
Полностью переведённый на русский язык сборник «Да Мин люй цзи цзе фу ли» был составлен группой провинциальных чиновников из Чжэцзяна в 1610 году и включает 460 статей кодекса 1397 года, 382 статьи сборника дополнительных постановлений 1585 года и 23 дополнительных постановления, изданных в 1585—1607 годах, а также некоторые комментарии составителей, его ксилографическое переиздание появилось в 1908 году.

## Структура
Кодекс в своей окончательной редакции состоит из следующих разделов и глав:
- Раздел 1. Меры наказаний и принципы применения законов. 1 глава, 47 статей[12].
- Раздел 2. Законы [по Ведомству] чинов. 2 главы[13].
  - Глава 2. Должностные обязанности чиновников. 15 статей (№ 48-62).
  - Глава 3. Формы казённых бумаг. 18 статей (№ 63-80) .
- Раздел 3. Законы [по Ведомству] финансов. 7 глав[14].
  - Глава 4. Дворы и повинности. 15 статей (№ 81-95).
  - Глава 5. Земли и жилища. 11 статей (№ 96-106).
  - Глава 6. Бракосочетания. 18 статей (№ 107—124).
  - Глава 7. Житницы и хранилища. 24 статьи (№ 125—148).
  - Глава 8. Различные налоговые сборы. 19 статей (№ 149—167).
  - Глава 9. Денежные ссуды. 3 статьи (№ 168—170).
  - Глава 10. Торговые сделки. 5 статей (№ 171—175) .
- Раздел 4. Законы [по Ведомству] церемоний. 2 главы.
  - Глава 11. Жертвоприношения. 6 статей (№ 176—181).
  - Глава 12. Нормативные установления. 20 статей (№ 182—201).
- Раздел 5. Законы [по] Военному [ведомству]. 5 глав.
  - Глава 13. Охрана дворца. 19 статей (№ 202—220).
  - Глава 14. Управление войском. 20 статей (№ 221—240).
  - Глава 15. Заставы и переправы. 7 статей (№ 241—247) .
  - Глава 16. Конюшни и пастбища. 11 статей (№ 248—258).
  - Глава 17. Почтовые и транспортно-курьерские станции. 18 статей (№ 259—276).
- Раздел 6. Законы [по Ведомству] наказаний. 11 глав.
  - Глава 18. Воровство и разбой. 28 статей (№ 277—304).
  - Глава 19. Убийство. 20 статей (№ 305—324).
  - Глава 20. Драки и избиения. 22 статьи (№ 325—346).
  - Глава 21. Словесные оскорбления. 8 статей (№ 347—354).
  - Глава 22. Тяжбы. 12 статей (№ 355—366).
  - Глава 23. Взяточничество. 11 статей (№ 367—377) .
  - Глава 24. Мошенничество и подделки. 12 статей (№ 378—389).
  - Глава 25. Прелюбодеяние. 10 статей (№ 390—399) .
  - Глава 26. Разнородные преступления. 11 статей (№ 400—410).
  - Глава 27. Аресты и побеги. 8 статей (№ 411—418) .
  - Глава 28. Вынесение приговоров и тюремное заключение. 29 статей (№ 419—447) .
- Раздел 7. Законы [по Ведомству] работ. 2 главы.
  - Глава 29. Строительство. 9 статей (№ 448—456).
  - Глава 30. Речные плотины. 4 статьи (№ 457—460).

Приложения, помещённые в начале кодекса, включают:
- Сводные таблицы размеров наказаний за различные преступления[15].
- Таблицы сроков и форм соблюдения траура по различным родственникам[16].
- Сводный указатель преступлений, классифицированных по видам наказаний[17] (позднее был дополнен аналогичным указателем для дополнительных постановлений[18]).

## Переводы и исследования
Первая часть русского перевода кодекса (1997) включает главу 1 (статьи 1-47) кодекса, вторая часть (2002) — главы 2-10 (статьи 48-175), третья часть (2012) - главы 11-17 (статьи 176-276), четвёртая часть - главы 18-30 (статьи 277-460) 
В 2005 году вышел перевод кодекса на английский язык (The Great Ming Code / Da Ming lü. Translated and Introduced by JIANG YONGLIN. University of Washington Press, 2005, P. 416).
- Законы Великой династии Мин со сводным комментарием и приложением постановлений (Да Мин люй цзи цзе фу ли). / Пер. с кит., исслед., примеч. и прилож. Н. П. Свистуновой. (Серия «Памятники письменности Востока». Вып. CXIII). М., Восточная литература. 1997-.
  - Ч. I. 1997. 576 стр. 1000 экз. (стр. 11-160: Введение Н. П. Свистуновой) (в примечаниях: Свистунова 1997)
  - Ч. II. 2002. 408 стр. 1000 экз. (в примечаниях: Свистунова 2002)
  - Ч. III. 2012. 444 стр. 300 экз.
  - Ч. IV. 2019. 550 c. 300 экз.